# Liste der Biografien/Wess
Liste der Biografien |
Portal Biografien |
Personensuche
# |
A |
B |
C |
D |
E |
F |
G |
H |
I |
J |
K |
L |
M |
N |
O |
P |
Q |
R |
S |
T |
U |
V |
W |
X |
Y |
Z |
?
 
Wa |
Wc |
Wd |
We |
Wh |
Wi |
Wj |
Wl |
Wn |
Wo |
Wr |
Ws |
Wt |
Wu |
Ww |
Wy |
Wz
 
Wea |
Web |
Wec |
Wed |
Wee |
Wef |
Weg |
Weh |
Wei |
Wej |
Wek |
Wel |
Wem |
Wen |
Weo |
Wep |
Wer |
Wes |
Wet |
Weu |
Wev |
Wew |
Wex |
Wey |
Wez
 
Wesa |
Wesc |
Wesd |
Wese |
Wesh |
Wesj |
Wesk |
Wesl |
Wesn |
Weso |
Wesp |
Wess |
West |
Wesz
Die Liste der Biografien führt alle Personen auf, die in der deutschsprachigen Wikipedia einen Artikel haben. Dieses ist eine Teilliste mit 272 Einträgen von Personen, deren Namen mit den Buchstaben „Wess“ beginnt.

## Wess
- Wess (1945–2009), italienischer Sänger
- Wess, Benjamin (* 1985), deutscher Hockeyspieler
- Wess, Claudia (* 1995), österreichische Handballspielerin
- Wess, Florian (* 1980), deutscher Reality-TV-Teilnehmer, Jungdesigner, DJ, Model und EventmanagerFlorian Wess (* 1980)

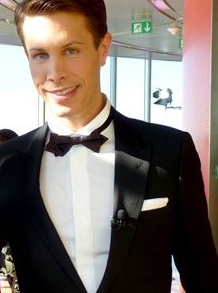
Florian Wess (* 1980)

- Wess, Frank (1922–2013), US-amerikanischer Jazzflötist und Jazz-Saxophonist
- Wess, Julius (1934–2007), österreichischer Physiker
- Weß, Ludger (* 1954), deutscher Wissenschaftsjournalist und Romanautor
- Weß, Paul (1936–2025), österreichischer Theologe
- Wess, Stefan (* 1994), deutscher Basketballspieler
- Wess, Susanne (* 1968), deutsche Journalistin und Autorin
- Wess, Timo (* 1982), deutscher Hockeyspieler

### Wessa
- Wessalowski, Agnes (* 1981), deutsche Theaterschauspielerin und Behindertensportlerin

### Wessb
- Weßbecher, Friedrich (1950–1997), deutscher Maler
- Wessbecher, Harald (1954–2015), deutscher Buchautor
- Wessberg, Lis (* 1967), dänische Jazzmusikerin (Posaune, Stimme, auch Perkussion)
- Wessberg, Wes (* 1939), US-amerikanischer Radrennfahrer

### Wesse
- Wesse, Curt (1884–1946), deutscher Schriftsteller und Drehbuchautor
- Wesse, Hermann (1912–1989), deutscher Psychiater, der an den nationalsozialistischen Krankenmorden beteiligt war
- Wesse, Hildegard (1911–1997), deutsche Ärztin
- Wesse, Suzanne (1914–1942), französische Widerstandskämpferin gegen den Nationalsozialismus und Opfer der NS-Kriegsjustiz
- Wessel von Lembeck, Domherr in Münster
- Wessel, Albert (1829–1885), Schweizer Jurist und Politiker
- Wessel, Alexander (1880–1954), deutscher evangelischer Pfarrer, Mitglied der Bekennenden Kirche und politischer KZ-Häftling
- Wessel, Alina (* 1990), deutsche Tennisspielerin
- Wessel, Armin (1946–2011), deutscher Pädiater und Hochschullehrer
- Wessel, August (1861–1941), deutscher evangelischer Geistlicher und Politiker (DNVP), MdL
- Wessel, Bart (* 1958), niederländischer Ingenieur und Technikhistoriker
- Wessel, Bernhard (1795–1856), deutscher Hofbildhauer und Professor
- Wessel, Bernhard (1904–1976), deutscher Architekt
- Wessel, Bernhard (1936–2022), deutscher Fußballtorwart
- Wessel, Caspar (1745–1818), dänisch-norwegischer Mathematiker und Geodät
- Wessel, Claudia (* 1958), deutsche Schriftstellerin und Journalistin
- Wessel, David (1942–2014), US-amerikanischer experimenteller Musiker und Musikwissenschaftler
- Wessel, Dick (1913–1965), US-amerikanischer Schauspieler
- Wessel, Eduard (1883–1944), preußischer Verwaltungsbeamter und Landrat (Zentrum)
- Wessel, Elias (* 1978), deutscher Künstler
- Wessel, Ellisif (1866–1949), norwegische Schriftstellerin, Gewerkschafterin und Politikerin (Arbeiderpartiet)
- Wessel, Erich (1906–1985), deutscher Maler und Grafiker
- Wessel, Franz (1487–1570), deutscher Politiker, Bürgermeister Stralsund
- Wessel, Franz (1903–1958), deutscher Jurist und Richter des Bundesverfassungsgerichts
- Wessel, Friedrich (* 1945), deutscher Florettfechter
- Wessel, Friedrich August (1813–1868), deutscher Theologe und Politiker
- Wessel, Georg von (1796–1853), deutschbaltisch-russischer Artillerieoffizier, Ingenieur und Hochschullehrer
- Wessel, Gerd (* 1937), deutscher Architekt und Karikaturist
- Wessel, Gerhard (1913–2002), deutscher Nachrichtendienstler, Präsident des Bundesnachrichtendienstes (1968–1978)
- Wessel, Gisela (1930–2020), deutsche Schauspielerin und Hörspielsprecherin
- Wessel, Günther (* 1959), deutscher Journalist und Schriftsteller
- Wessel, Hans († 1587), deutscher Goldschmied
- Wessel, Harald (1930–2021), deutscher Journalist, Redakteur und Buchautor
- Wessel, Hedvig (* 1995), norwegische Freestyle-Skisportlerin
- Wessel, Heinrich (1838–1905), deutscher Kaufmann und Unternehmer in der Zementindustrie
- Wessel, Heinrich (1868–1939), deutscher Politiker der Deutschen Volkspartei (DVP)
- Wessel, Heinrich (1904–1996), deutscher SS-Obersturmführer
- Wessel, Helene (1898–1969), deutsche Politikerin (Zentrum, GVP, SPD), MdB, MdL (Preußen und NRW)
- Weßel, Henrik (* 1985), deutscher Volleyball- und Beachvolleyballspieler
- Wessel, Henry (1942–2018), US-amerikanischer Fotograf
- Wessel, Herbert (* 1944), deutscher Leichtathlet und Olympiateilnehmer
- Wessel, Hermann, Bürgermeister in Brilon
- Wessel, Horst (1907–1930), deutscher SA-Sturmführer und Student der RechtswissenschaftHorst Wessel (1907–1930)

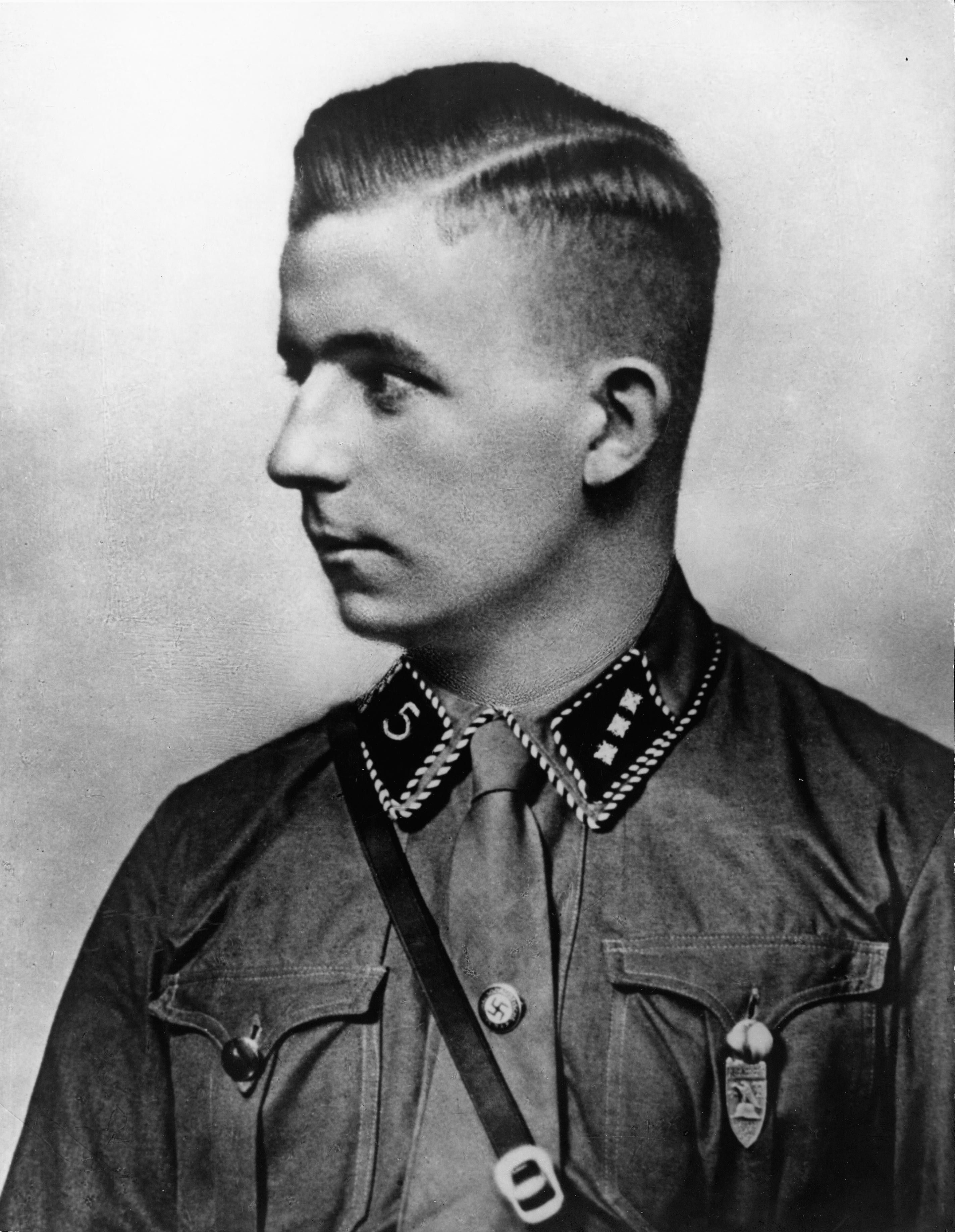
Horst Wessel (1907–1930)

- Wessel, Horst (1936–2019), deutscher Philosoph
- Wessel, Horst A. (* 1943), deutscher Historiker und Unternehmensarchivar
- Wessel, Ingeborg (1909–1993), deutsche Autorin, Schwester von Horst Wessel
- Wessel, Ingrid (* 1942), deutsche Historikerin und Südostasienwissenschaftlerin mit dem Spezialgebiet Indonesistik
- Wessel, Jacob († 1780), Maler in Danzig
- Wessel, Johan Herman (1742–1785), norwegischer Dichter und Schriftsteller
- Wessel, Johann (1419–1489), Platoniker und Humanist und Vorläufer der Reformation
- Wessel, Johann Tylmann, Benediktiner und Augustiner sowie Titularbischof von Symbalon und Weihbischof in Hildesheim und in Breslau
- Wessel, Johannes (1671–1745), deutscher reformierter Theologe
- Wessel, Jürgen (1923–2006), deutscher Zeitungsverleger
- Wessel, Kai (* 1961), deutscher Theater-, Film- und FernsehregisseurKai Wessel (* 1961)

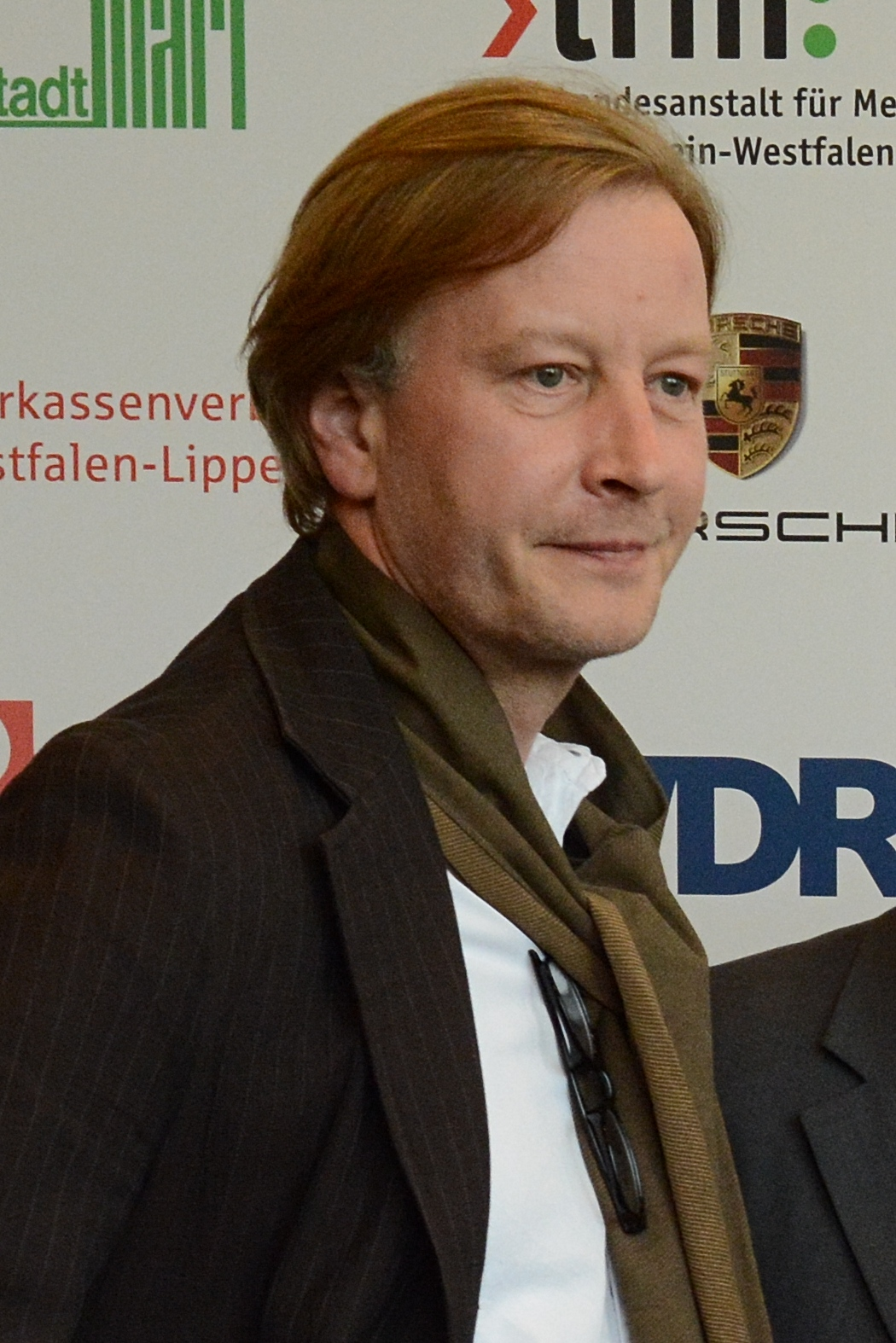
Kai Wessel (* 1961)

- Wessel, Kai (* 1964), deutscher Countertenor, Komponist und Musikpädagoge
- Wessel, Karl (1842–1912), deutscher Unternehmer und Politiker (NLP), MdR
- Wessel, Karl-Friedrich (* 1935), deutscher Wissenschaftsphilosoph
- Wessel, Karl-Friedrich (* 1954), deutscher Fußballspieler
- Weßel, Kathrin (* 1967), deutsche Langstreckenläuferin
- Wessel, Ken (* 1956), US-amerikanischer Jazzmusiker (Gitarre, Komposition) und Musikpädagoge
- Wessel, Klaus (1916–1987), deutscher Christlicher Archäologe und Byzantinischer Kunsthistoriker
- Wessel, Kurt (1908–1976), deutscher Chefredakteur des Münchner Merkur, politischer Kommentator und Diskussionsleiter beim BR-Fernsehen
- Wessel, Lorenz (* 1529), deutscher Kürschner und Meistersinger
- Weßel, Ludwig (1808–1871), deutscher Jurist und Politiker
- Wessel, Ludwig (1879–1922), evangelischer Pfarrer und Vater des SA-Sturmführers Horst Wessel
- Wessel, Ludwig Cornelius (1856–1926), deutscher Stilllebenmaler der Düsseldorfer Schule
- Wessel, Margarete († 1970), Mutter von Horst WesselMargarete Wessel († 1970)

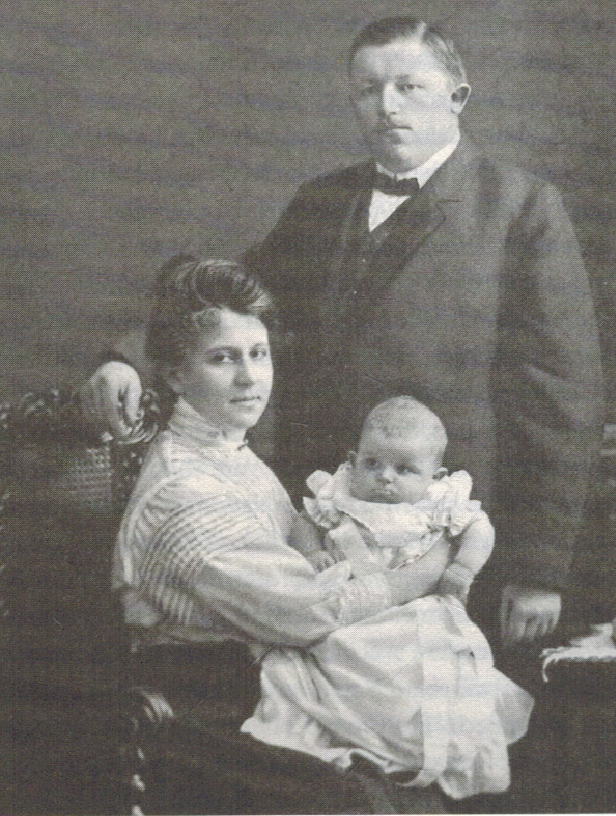
Margarete Wessel († 1970)

- Wessel, Mark (1894–1973), US-amerikanischer Komponist, Pianist und Musikpädagoge
- Wessel, Marlon (* 1991), deutscher Schauspieler
- Wessel, Max (1843–1928), deutscher Landrat, Polizeipräsident und Politiker, MdR
- Wessel, Michael (* 1984), deutscher Wirtschaftsinformatiker und Hochschullehrer
- Wessel, Morris (1917–2016), amerikanischer Kinderarzt
- Weßel, Nele (* 1999), deutsche Leichtathletin
- Wessel, Nike (* 1981), deutsche Politikerin (Bündnis 90/Die Grünen), Sprecherin der Grünen Jugend, Unternehmerin
- Wessel, Paul (1904–1967), deutscher Politiker (SED), MdV, Mitglied des Kleinen Sekretariats des Politbüros des Parteivorstandes der SED in der DDR
- Wessel, Philipp (1826–1855), deutscher Burschenschafter, Geograph und Paläobotaniker
- Wessel, Rolf (* 1955), deutscher Kaufmann, Unternehmer und Manager
- Wessel, Rudolf (1825–1879), deutscher Stearinkerzenfabrikant und Dampfziegeleibetreiber
- Wessel, Statius († 1616), deutscher Goldschmied und Münzmeister
- Wessel, Ulrich (1946–1975), deutscher Terrorist der RAF
- Wessel, Ulrich (* 1958), deutscher Schulleiter und Träger des Bundesverdienstkreuzes
- Wessel, Ute (* 1953), deutsche Florettfechterin
- Wessel, Walter (1892–1943), deutscher Offizier, zuletzt Generalleutnant im Zweiten WeltkriegWalter Wessel (1892–1943)

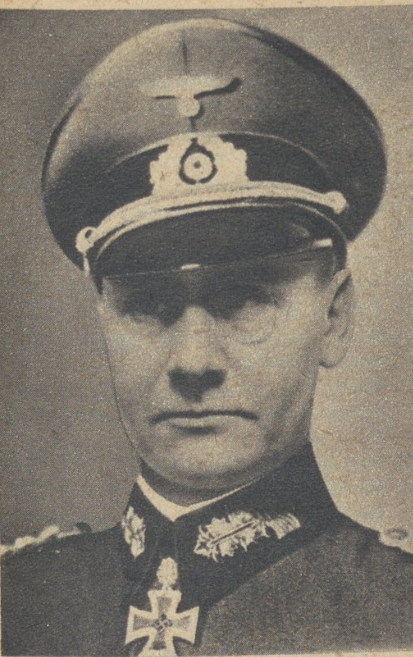
Walter Wessel (1892–1943)

- Wessel, Walter (1900–1984), deutscher theoretischer Physiker und Hochschullehrer an der Universität Heidelberg
- Wessel, Werner (1910–1929), deutscher SA-Mann
- Wessel, Wilfried (1930–2016), deutscher Politiker (CDU) und Bürgermeister
- Wessel, Wilhelm (1904–1971), deutscher Maler und Grafiker
- Wessel, Willi (* 1937), deutscher Politiker (SPD), MdL
- Wessel, Wiltrud (1934–2024), deutsche Kommunalpolitikerin (FDP), Gründerin der Privaten Initiative Hilfe für Polen (Brücke Bayern–Polen)
- Wessel, Wolfgang (* 1960), deutscher Diplomat
- Wessel-Masannek, Leon (* 1992), deutscher Schauspieler
- Wessel-Therhorn, Helmut (1927–2012), deutscher Dirigent
- Wessel-Therhorn, Martina (1962–2022), deutsche Tänzerin und Tanzsporttrainerin
- Wessel-Therhorn, Oliver (1960–2010), deutscher Tänzer, Tanzsporttrainer und Choreograf
- Wessel-Zumloh, Irmgart (1907–1980), deutsche Malerin und Grafikerin
- Wesselago, Wiktor Georgijewitsch (1929–2018), russischer theoretischer Physiker
- Wesselak, Viktor (* 1965), deutscher Ingenieurwissenschaftler und Hochschullehrer
- Wesselburg, Loy (* 1960), deutscher Filmkomponist und Musiker
- Wesselényi, Franz (1605–1667), ungarischer Palatin und einer der Rädelsführer der Magnatenverschwörung
- Wesselényi, Miklós (1796–1850), ungarischer Politiker, Großgrundbesitzer, Mitglied der Ungarischen Akademie der Wissenschaften
- Wesseler, Justus (* 1963), deutscher Agrarökonom
- Wesseler, Karl (1929–2010), deutscher Schauspiel-, Fernseh- und Opernregisseur, Komponist, Autor, Schauspieler, Kabarettist und Hochschullehrer
- Wesseler, Lothar (* 1954), deutscher Fußballspieler
- Wesseler, Moritz (* 1980), deutscher Kunsthistoriker und Kurator
- Wesseler, Norbert, deutscher Verwaltungsjurist und Polizeipräsident von Düsseldorf
- Wesseler, Petra (* 1963), deutsche Architektin, Präsidentin des Bundesamtes für Bauwesen und Raumordnung
- Wesselhöft, Robert (1796–1852), deutscher Burschenschafter und Arzt
- Wesseling, Antonia C. (* 1999), deutsche Autorin und BuchbloggerinAntonia C. Wesseling (* 1999)

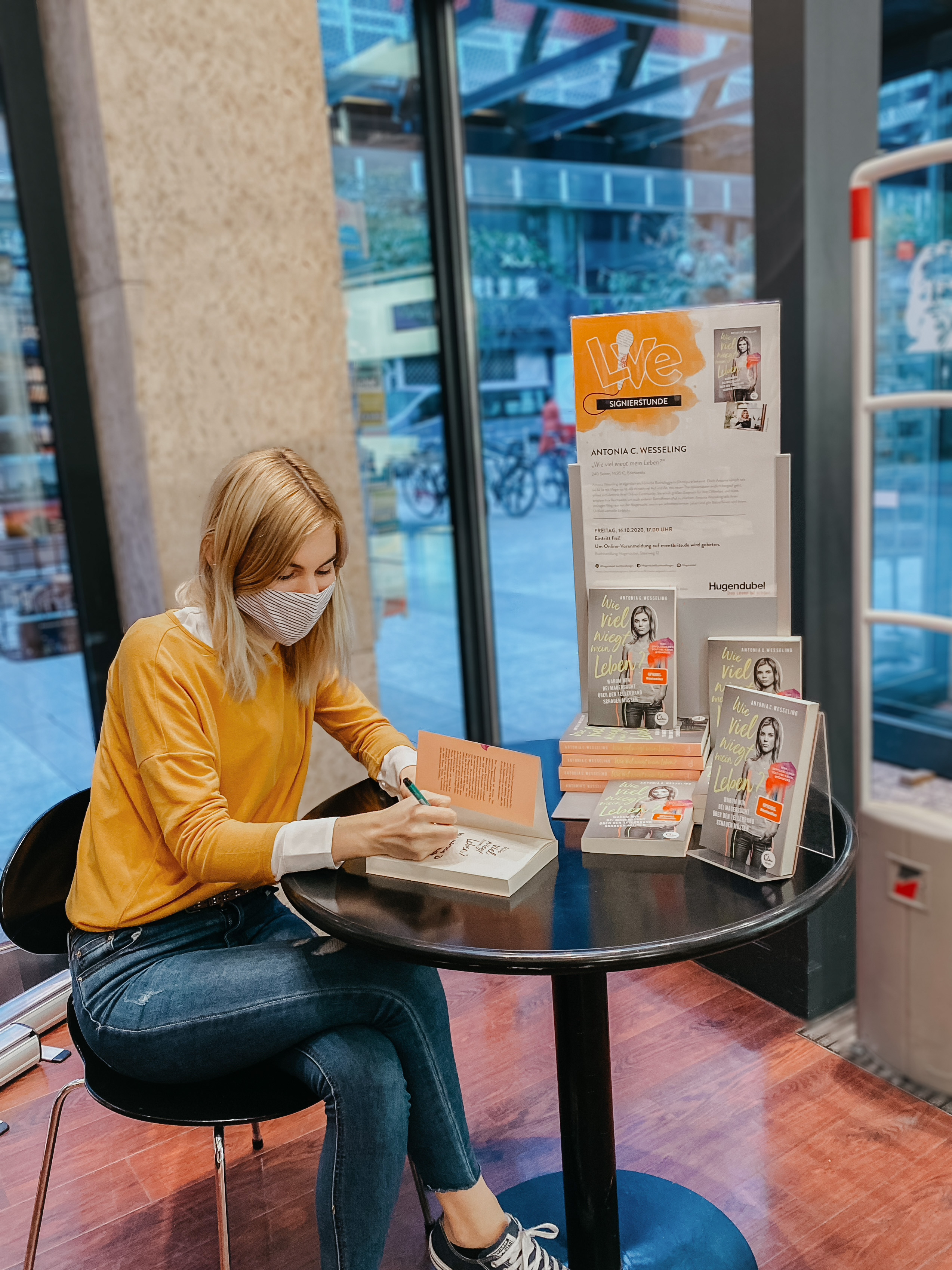
Antonia C. Wesseling (* 1999)

- Wesseling, Gerard (* 1939), niederländischer Radrennfahrer
- Wesseling, Klaus-Gunther (* 1961), deutscher Pfarrer, Fachschriftsteller und Lehrer
- Wesseling, Maria Riccarda (* 1969), schweizerisch-niederländische Opernsängerin (Mezzosopran)
- Wesseling, Petrus (1692–1764), deutscher Philologe und Rechtswissenschaftler
- Wesseling, Pieter (* 1942), niederländischer Ingenieurwissenschaftler und Angewandter Mathematiker
- Wesseling, Riek (1914–1995), niederländische Zeichnerin und Grafikerin
- Wesselink, Filemon (* 1979), niederländischer Moderator
- Wesselink, Marloes (* 1987), niederländische Beachvolleyballspielerin
- Wesselinowa, Werschinija (* 1957), bulgarische Kugelstoßerin
- Wesselitskaja, Lidija Iwanowna (1857–1936), russische bzw. sowjetische Schriftstellerin und Übersetzerin
- Wesselkock, Klemens (* 1935), deutscher Ministerialdirektor und Vorstandsvorsitzender
- Wesselkowa, Ljudmila Pawlowna (* 1950), sowjetisch-russische Mittelstreckenläuferin
- Wesselman, Leni (* 1985), deutsche Schauspielerin
- Wesselmann, Alfred (* 1948), deutscher Gymnasiallehrer und Historiker
- Wesselmann, Katharina (* 1976), deutsche Altphilologin
- Wesselmann, Tom (1931–2004), US-amerikanischer Maler, Grafiker und Objektkünstler
- Wesselmann, Ulrich (1960–1993), deutscher Theater- und Filmschauspieler
- Wesselnizkaja, Natalja Wladimirowna (* 1975), russische Anwältin
- Wesseloh, Antonia (* 1995), deutsches Model
- Wesselow, Juri Alexandrowitsch (* 1982), russischer Rennrodler
- Wesselow, Leonie (* 1998), deutsche Schauspielerin und SprecherinLeonie Wesselow (* 1998)

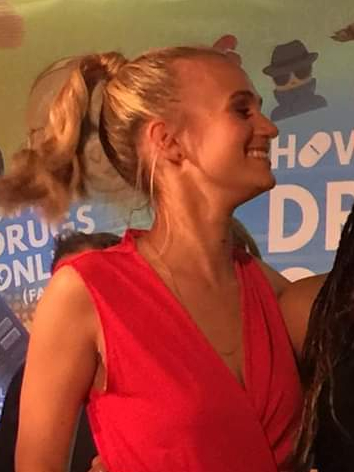
Leonie Wesselow (* 1998)

- Wesselowski, Alexander Nikolajewitsch (1838–1906), russischer Literaturwissenschaftler
- Wesselowski, Iwan Nikolajewitsch (1892–1977), russischer Ingenieur und Wissenschaftshistoriker
- Wesselowski, Nikolai Iwanowitsch (1848–1918), russischer Archäologe, Orientalist und Hochschullehrer
- Weßels, André (* 1981), deutscher Florettfechter
- Wessels, Andreas (* 1964), deutscher Fußballspieler
- Wessels, Antje (* 1967), deutsche Altphilologin
- Wessels, Antje (* 1991), deutsche Filmkritikerin und Bloggerin
- Wessels, August (1870–1952), deutscher Schuhmacher und Fabrikant
- Wessels, Bernd (* 1952), deutscher Badmintonspieler
- Wessels, Bernd-Artin (* 1941), deutscher Unternehmer und Bremer Mäzen
- Weßels, Bernhard (* 1955), deutscher Politologe
- Wessels, Charlotte (* 1987), niederländische Sängerin und SongwriterinCharlotte Wessels (* 1987)

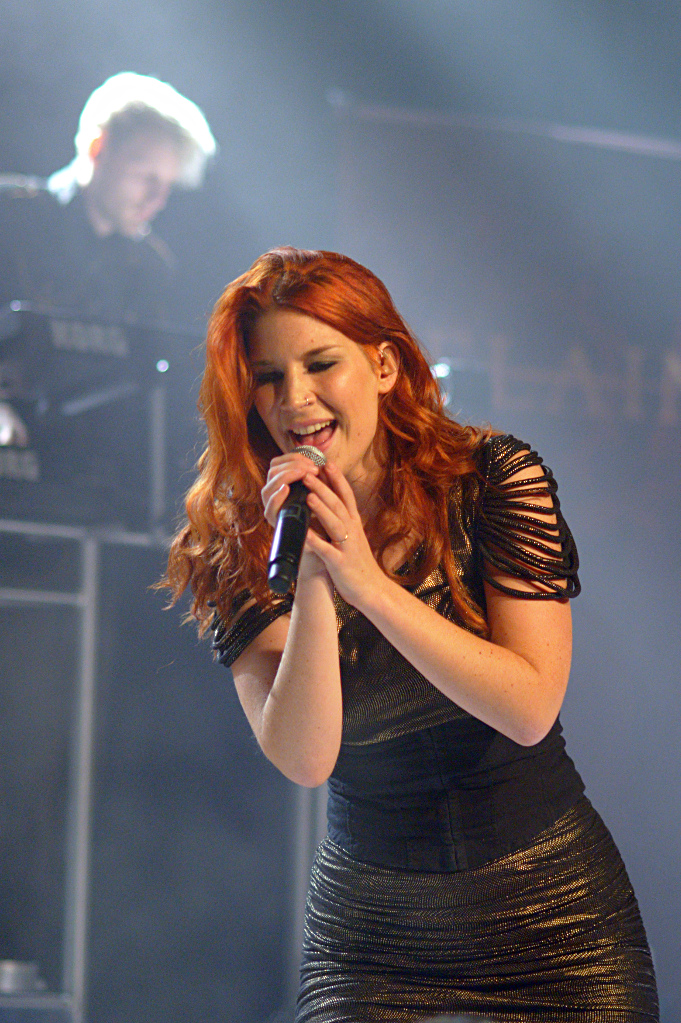
Charlotte Wessels (* 1987)

- Weßels, Doris (* 1962), deutsche Wirtschaftsinformatikerin und Hochschulprofessorin
- Wessels, Ferdinand (1899–1950), deutscher Politiker (SPD), MdL
- Wessels, Frank (* 1960), deutscher Reeder und Vorsitzender des Deutschen Nautischen Vereins
- Wessels, Georg (* 1952), deutscher Schuhmacher
- Wessels, Gert (* 1950), deutscher General
- Wessels, Hans-Peter (* 1962), Schweizer Politiker
- Wessels, Jaap (1939–2009), niederländischer Mathematiker
- Wessels, Johann Friedrich (1836–1919), deutscher Senator (Bremen)
- Wessels, Johannes (1923–2005), deutscher Strafrechtler und Hochschullehrer
- Wessels, Johannes (* 1962), deutscher Physiker
- Wessels, Jörn (* 1991), deutscher Basketballspieler
- Weßels, Louis (* 1998), deutscher Tennisspieler
- Weßels, Paul (* 1957), deutscher Historiker
- Wessels, Peter (* 1978), niederländischer Tennisspieler
- Wessels, Pim (* 1991), niederländischer Schauspieler
- Wessels, René (* 1985), niederländischer Fußballspieler
- Wessels, Stefan (* 1979), deutscher Fußballtorhüter
- Wessels, Theodor (1902–1972), deutscher Staats- und Wirtschaftswissenschaftler
- Wessels, Ulla (* 1965), deutsche Philosophin
- Wessels, Ulrich (* 1959), deutscher Rechtsanwalt und Notar
- Wessels, Wolfgang (* 1948), deutscher Politikwissenschaftler
- Wessels, Wolfram (* 1956), deutscher Journalist, Rundfunkhistoriker, Feature- und Hörspielautor und -regisseur
- Wesselski, Albert (1871–1939), österreichischer Erzählforscher und Übersetzer
- Wesselsky, Alexander (* 1968), deutscher Sänger und FernsehmoderatorAlexander Wesselsky (* 1968)

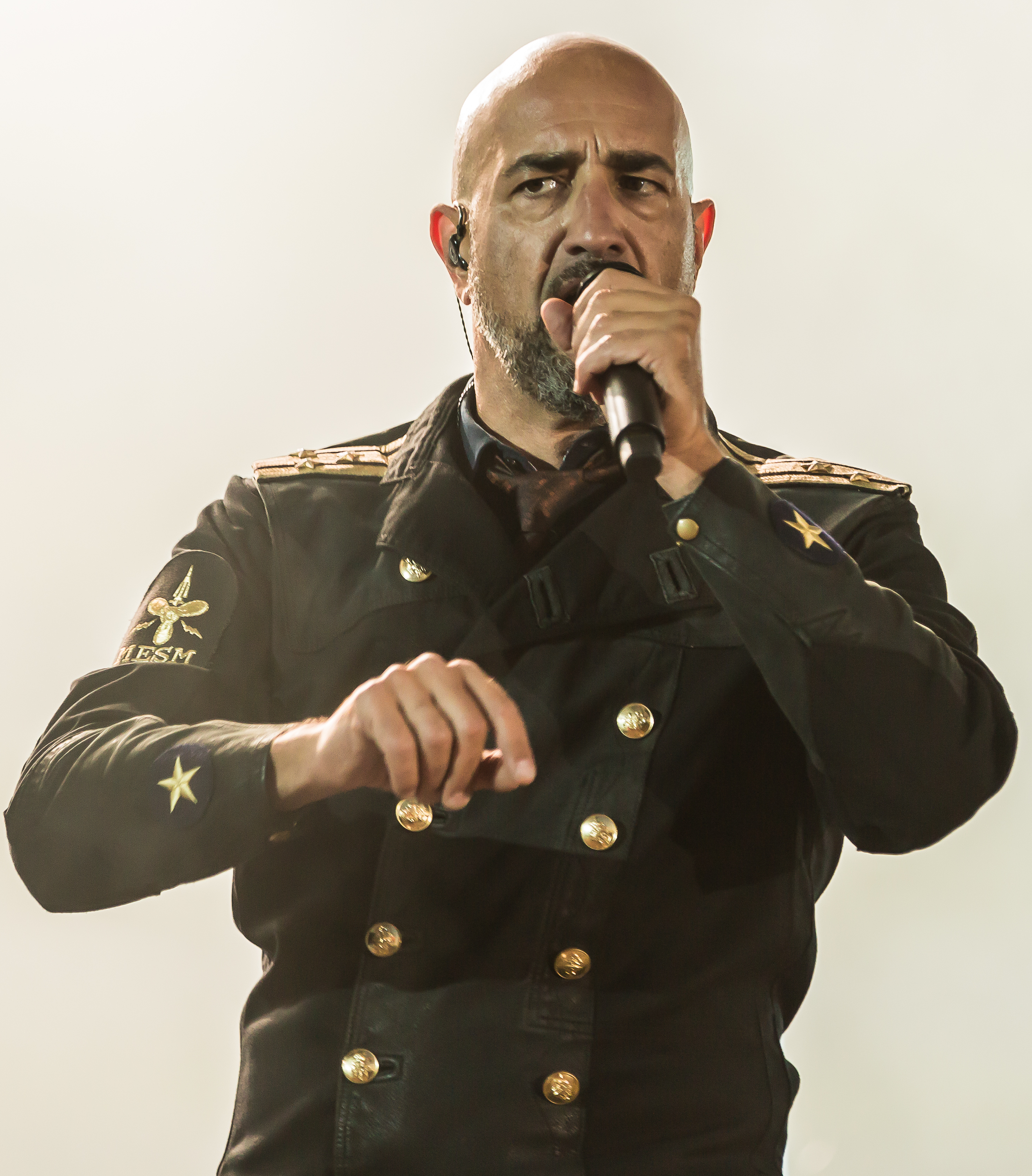
Alexander Wesselsky (* 1968)

- Wesseltoft, Bugge (* 1964), norwegischer Jazzmusiker und PianistBugge Wesseltoft (* 1964)

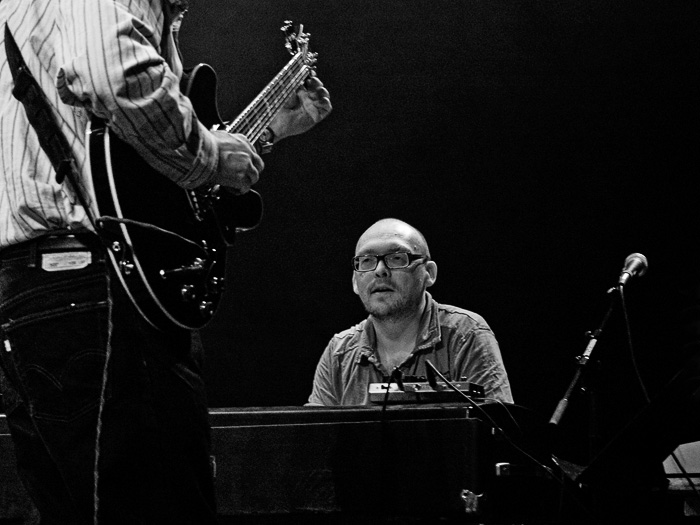
Bugge Wesseltoft (* 1964)

- Wessely, Adolf (1931–2012), österreichischer Schauspieler
- Wessely, Alois (1895–1970), österreichischer Politiker (SPÖ), Landeshauptmann-Stellvertreter im Burgenland
- Wessely, Anton (* 1965), österreichischer Militär, Brigadier des Österreichischen Bundesheeres
- Wessely, Christian (* 1965), österreichischer Fundamentaltheologe
- Wessely, Dominik (* 1966), deutscher Filmregisseur, Dokumentarfilmer und Drehbuchautor
- Wessely, Friedrich (1897–1967), österreichischer Chemiker
- Wessely, Friedrich (1901–1970), römisch-katholischer Theologe, Hochschullehrer und Gründer der Legions Mariens in Österreich
- Wessely, Gaby, österreichische Liedtexterin
- Wessely, Godfrid (* 1934), österreichischer Geologe
- Wessely, Hans (1862–1926), österreichischer Geiger und Musikpädagoge
- Wessely, Hartwig (1725–1805), deutscher Dichter, Aufklärer und Kaufmann
- Wessely, Herbert (1908–1998), mährischer Graveur, Komponist, Kunstmaler und Schriftsteller
- Wessely, Ignatz (1804–1882), österreichischer Verwaltungsjurist und Politiker
- Wessely, Johann Paul (1762–1810), tschechischer Komponist
- Wessely, Joseph Eduard (1826–1895), böhmischer Kunsthistoriker und Kupferstichexperte
- Wessely, Josephine (1860–1887), österreichische Schauspielerin
- Wessely, Karl (1860–1931), österreichischer Papyrologe
- Wessely, Karl (1874–1953), deutscher Ophthalmologe
- Wessely, Karl (1908–1946), deutscher Opernsänger
- Wessely, Karl Bernhard (1768–1826), deutscher Komponist
- Wessely, Kurt von (1881–1917), österreichischer Tennisspieler
- Wessely, Michaela (* 1995), deutsche Volleyballspielerin
- Wessely, Molly (1889–1963), deutsche Schauspielerin und Operettensängerin
- Wessely, Moses (1737–1792), deutscher Großkaufmann und Aufklärer
- Wessely, Othmar (1922–1998), österreichischer Musikwissenschaftler
- Wessely, Otto (* 1945), österreichischer Zauberkünstler
- Wessely, Patrick (* 1994), österreichischer Fußballspieler
- Wessely, Paula (1907–2000), österreichische SchauspielerinPaula Wessely (1907–2000)

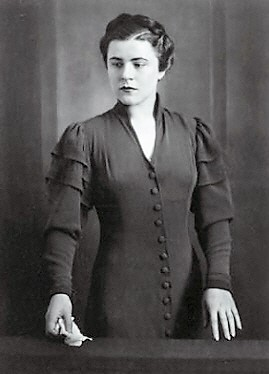
Paula Wessely (1907–2000)

- Wessely, Peter (* 1959), österreichischer Liedtexter
- Wessely, Rudolf (1925–2016), österreichischer Schauspieler, Regisseur, Synchron- und Hörspielsprecher
- Wessely, Stefan (1888–1935), ungarischer Filmarchitekt beim österreichischen Film
- Wessely, Trude (1899–1978), österreichisch-deutsche Bühnen- und Filmschauspielerin, sowie Hörspielsprecherin
- Wessely, Valentin (* 2005), deutscher Schauspieler
- Wessely, Walter (* 1958), österreichischer Sänger und Komponist
- Wesselý, Wolfgang (1801–1870), österreichischer Rechtswissenschaftler
- Wessem, Gilbert C. van (1912–1983), niederländisch-US-amerikanischer Chemiker
- Wessén, Elias (1889–1981), schwedischer Sprachforscher
- Wessenberg, Ignaz Heinrich von (1774–1860), deutscher katholischer Theologe und SchriftstellerIgnaz Heinrich von Wessenberg (1774–1860)

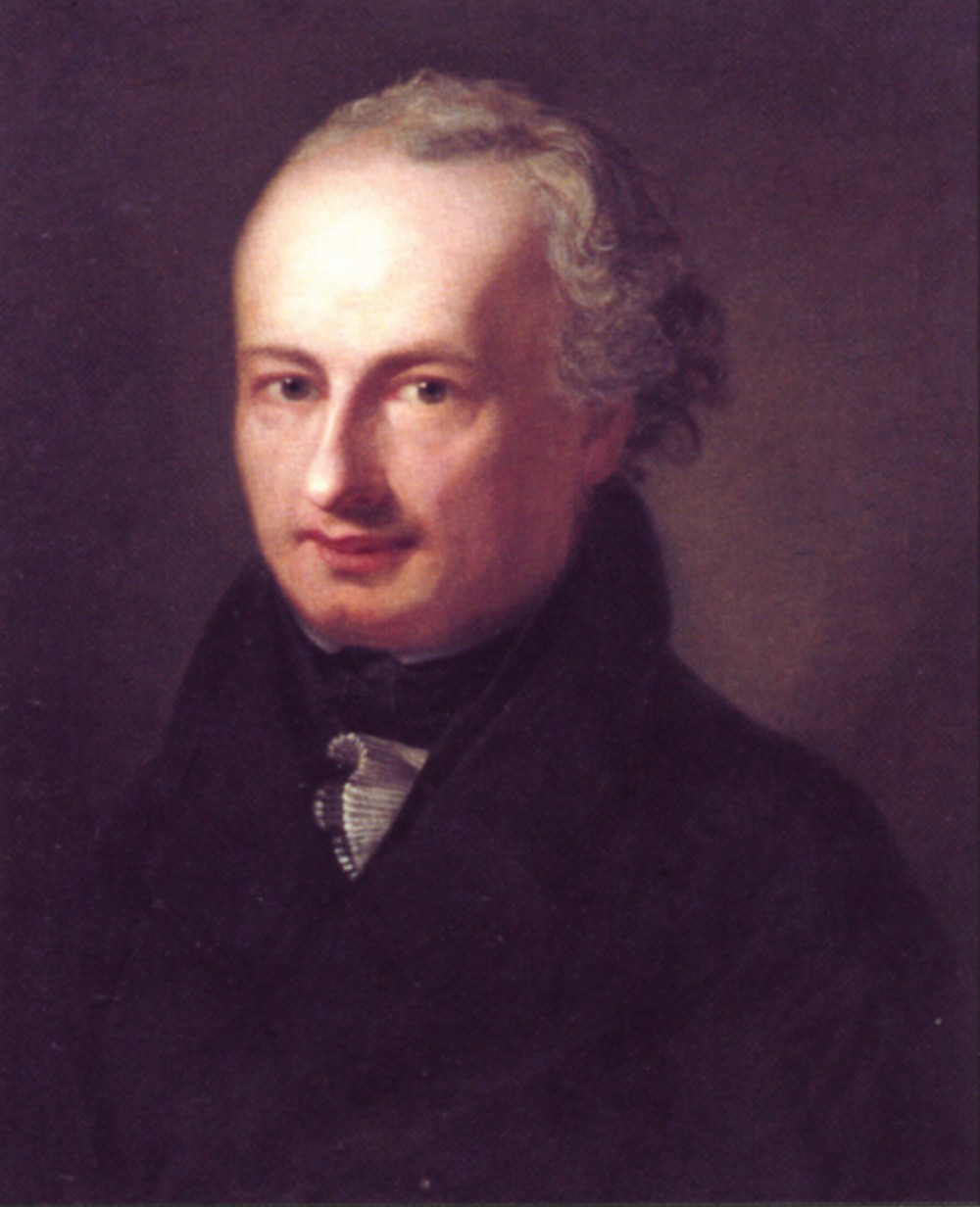
Ignaz Heinrich von Wessenberg (1774–1860)

- Wessenberg, Johann von (1773–1858), österreichischer Diplomat und Staatsmann
- Weßenigk, Gregor († 1494), Rektor der Thomasschule zu Leipzig, Rektor der Universität Leipzig
- Wessenina, Antonina (* 1986), russische Sopranistin
- Wesser, Julia (* 2003), deutsche Volleyballspielerin

### Wessi
- Weßicken, Josef (1837–1918), österreichischer Baumeister und Architekt
- Wessig, Curt (1896–1980), deutscher Strafverteidiger
- Wessig, Daniel (* 1988), deutscher Handballspieler
- Wessig, Gerd (* 1959), deutscher Leichtathlet und Olympiasieger
- Wessin y Wessin, Elías (1924–2009), dominikanischer Politiker, Staatspräsident (1965)
- Wessing, Achim (* 1933), deutscher Mediziner, Wegbereiter der Fluoreszenzangiographie (Augenheilkunde)
- Wessing, August (1880–1945), deutscher Geistlicher und NS-Opfer
- Wessing, Koen (1942–2011), niederländischer Fotograf
- Wessing, Michael (1952–2019), deutscher Leichtathlet
- Wessinger, Gustav Adolf (1861–1920), württembergischer Oberamtmann
- Wessinger, Robert (1825–1894), deutscher Porträt-, Landschafts- und Genremaler
- Wessinghage, Dieter (* 1933), deutscher Orthopäde, Chirurg u. Rheumatologe
- Wessinghage, Ellen (1948–2023), deutsche Mittel- und Langstreckenläuferin
- Wessinghage, Thomas (* 1952), deutscher LeichtathletThomas Wessinghage (* 1952)

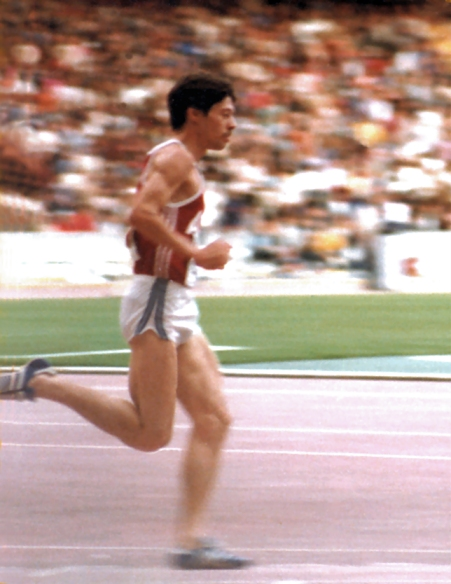
Thomas Wessinghage (* 1952)

### Wessj
- Wessjoly, Artjom (1899–1938), sowjetischer Schriftsteller und Dichter

### Wessk
- Wesskamp, Thomas (* 1956), deutscher Journalist und Drehbuchautor

### Wessl
- Weßlau, Edda (1956–2014), deutsche Juristin, Kriminalwissenschaftlerin, Hochschulprofessorin und Richterin
- Wesslau, Gustaf (* 1985), schwedischer Eishockeytorwart
- Wessler, Charles B., US-amerikanischer Filmproduzent
- Wessler, Hartmut (* 1965), deutscher Medienwissenschaftler
- Wessling, Ansgar (* 1961), deutscher Ruderer
- Wessling, Berndt W. (1935–2000), deutscher Journalist und Schriftsteller
- Weßling, Bernhard (* 1951), deutscher Chemiker und Unternehmer
- Weßling, Christian (1876–1963), deutscher Landwirt und Politiker (DVP), MdL
- Wessling, Ewald (* 1961), deutscher Volkswirt, Hochschullehrer und Manager
- Weßling, Fritz, deutscher Handballspieler
- Wessling, Georg (1889–1974), deutscher Politiker (CDU), MdL
- Wessling, Hiltrud (1932–2008), deutsche ehrenamtlich tätige Bürgerin
- Weßling, Karl (1911–1968), deutscher Gewerkschafter und Politiker (SPD), MdBB
- Weßling, Kathrin (* 1985), deutsche Schriftstellerin und BloggerinKathrin Weßling (* 1985)

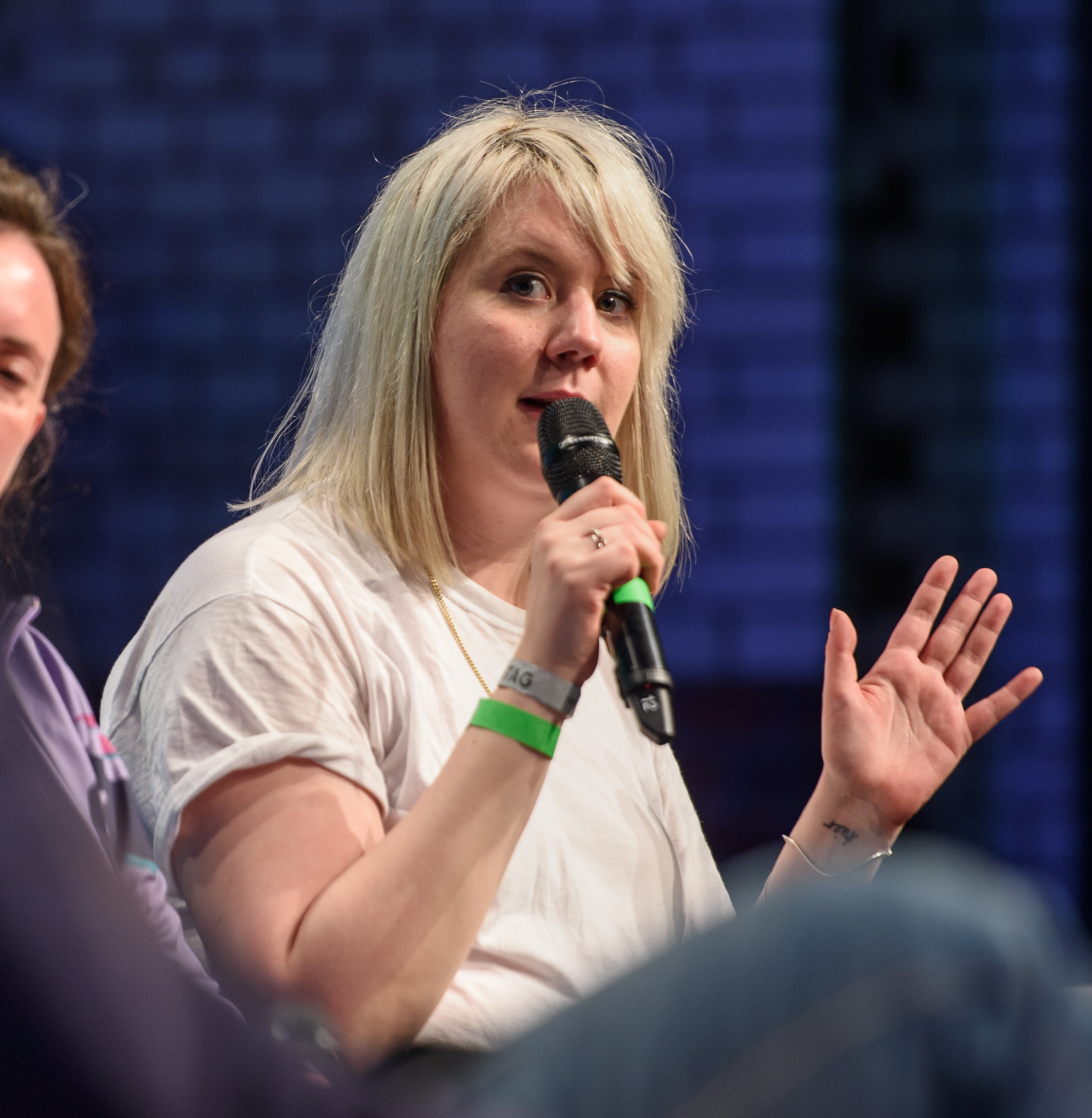
Kathrin Weßling (* 1985)

- Wessling, Matthias (* 1963), deutscher Chemieingenieur
- Weßlowski, Hans Jürgen (* 1954), deutscher Schriftsteller

### Wessm
- Wessmann, Conny (1965–1989), deutsche Studentin, von Teilen der linken Szene als eine Art Märtyrerin betrachtet

### Wessn
- Wessner, Erich (1948–2016), österreichischer Opernsänger (Tenor)
- Wessner, Gustav Adolph (1844–1874), deutscher Holzstecher und Illustrator
- Wessner, Ilona, deutsche Kriminalbeamtin
- Wessner, Paul (1870–1933), deutscher Klassischer Philologe
- Wessner-Collenbey, Alfred (1873–1940), deutscher Maler und Grafiker
- Wessnitzer, Wolfgang († 1697), Organist

### Wesso
- Wessolek, Hugo (1905–1945), deutscher römisch-katholischer Geistlicher und Märtyrer
- Wessolly, Jessica-Bianca (* 1996), deutsche LeichtathletinJessica-Bianca Wessolly (* 1996)

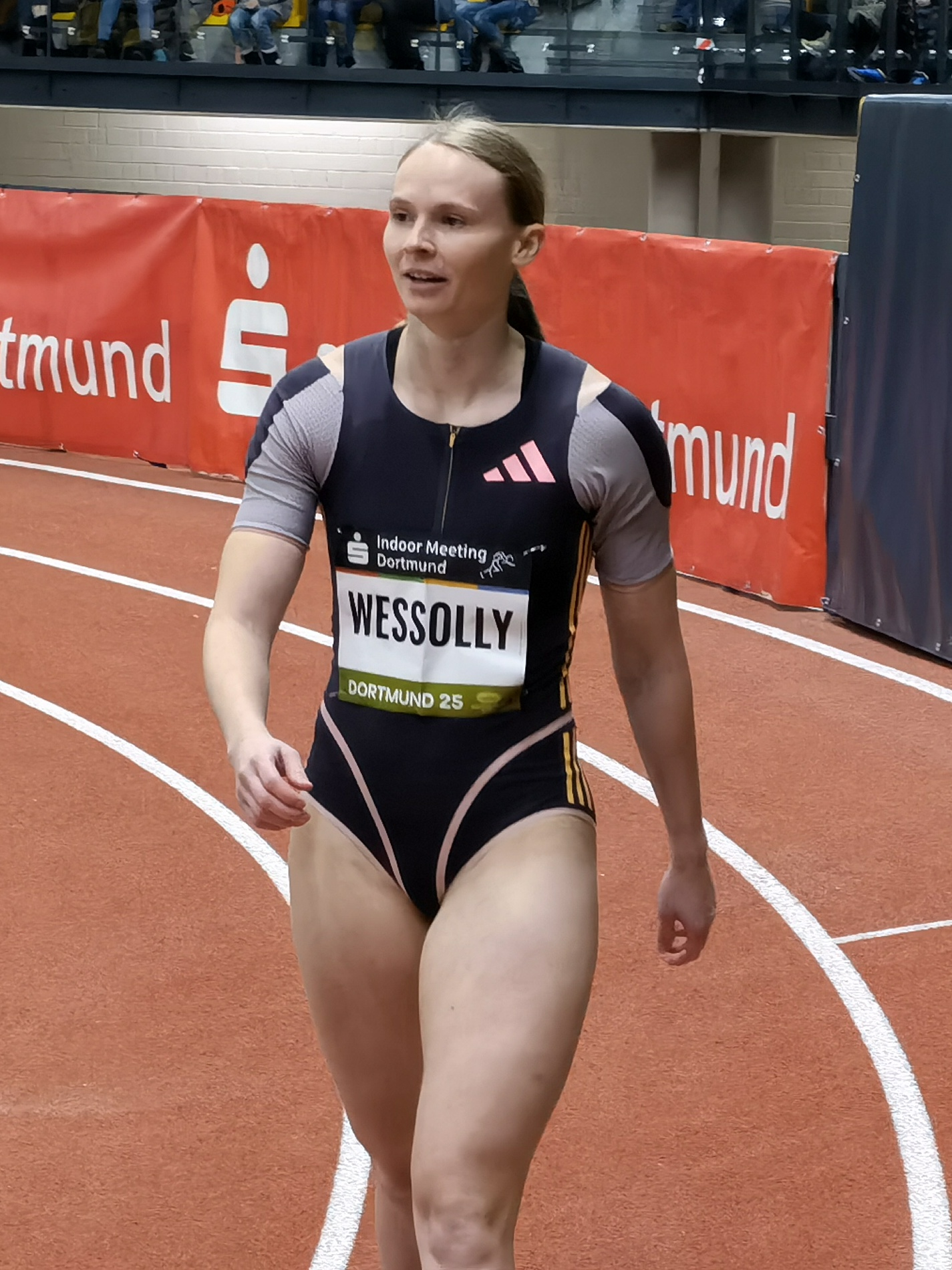
Jessica-Bianca Wessolly (* 1996)

- Wessolly, Lothar, deutscher Ingenieur und Sachbuchautor
- Wessolowskyj, Bohdan (1915–1971), ukrainischer Sänger, Komponist und Akkordeonist
- Wesson, Jessica (* 1980), US-amerikanische Schauspielerin
- Wesson, K’Zell (* 1977), US-amerikanischer Basketballspieler
- Wesson, Mel (* 1958), britischer Filmkomponist
- Wessow, Ljubomir (1892–1922), bulgarischer Dichter und Revolutionär

### Wesst
- Wesström, Björn (* 1972), schwedischer Fußballtrainer